# Prahlāda

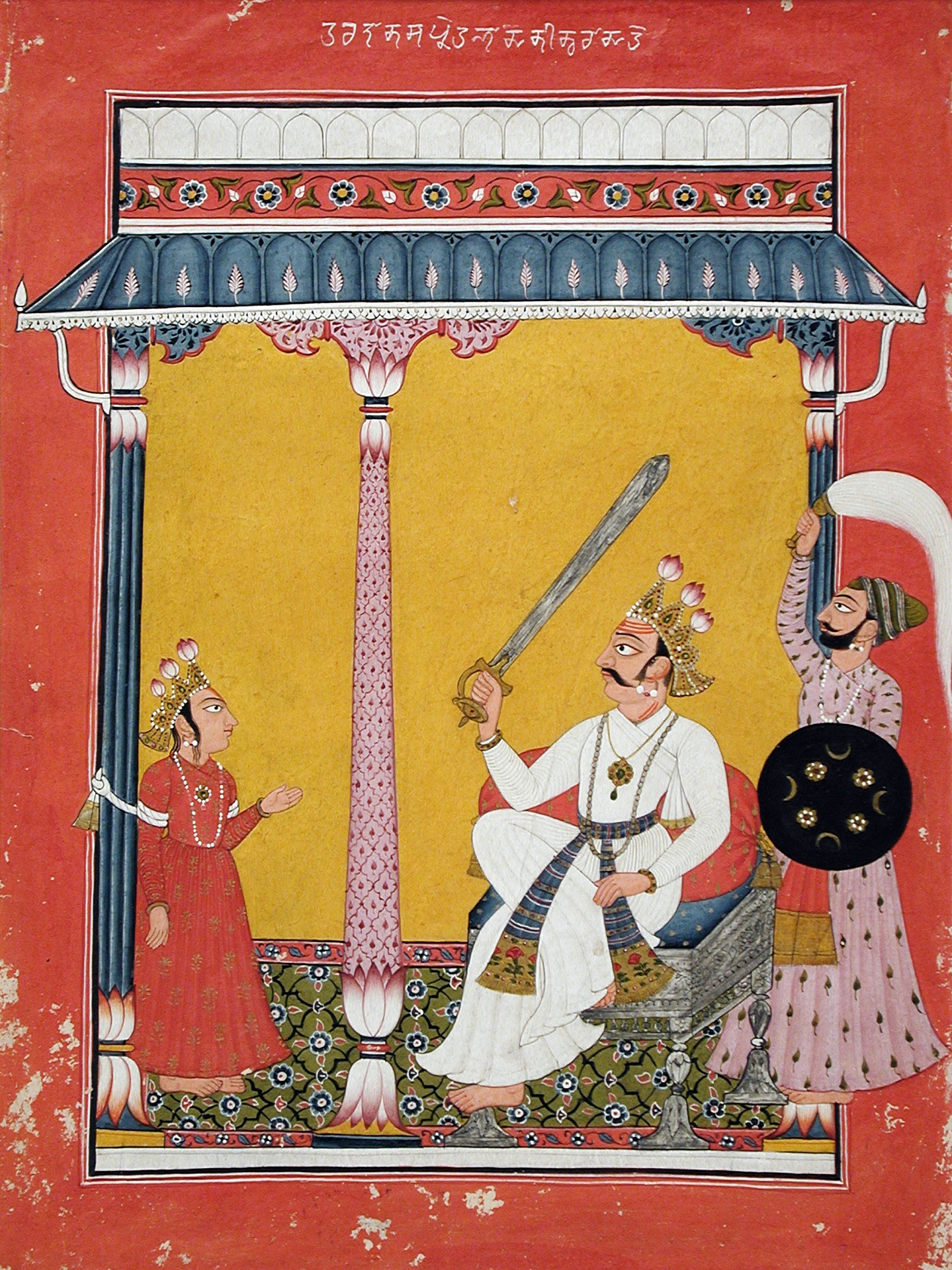
Hiraṇyakaśipu si prepara a decapitare suo figlio (illustrazione dal Bhāgavata Purāṇa, India del Nord, 1725.)

Prahlāda (in sanscrito प्रह्लाद) è un personaggio della mitologia induista, figlio del demone Hiraṇyakaśipu. Prahlada è particolarmente ammirato perché suo padre cercò di ucciderlo più volte a causa della sua devozione verso Visnù. Ma tutte le sue strategie del male non ebbero successo a causa della sua fede.